# Banca nazionale d'Egitto

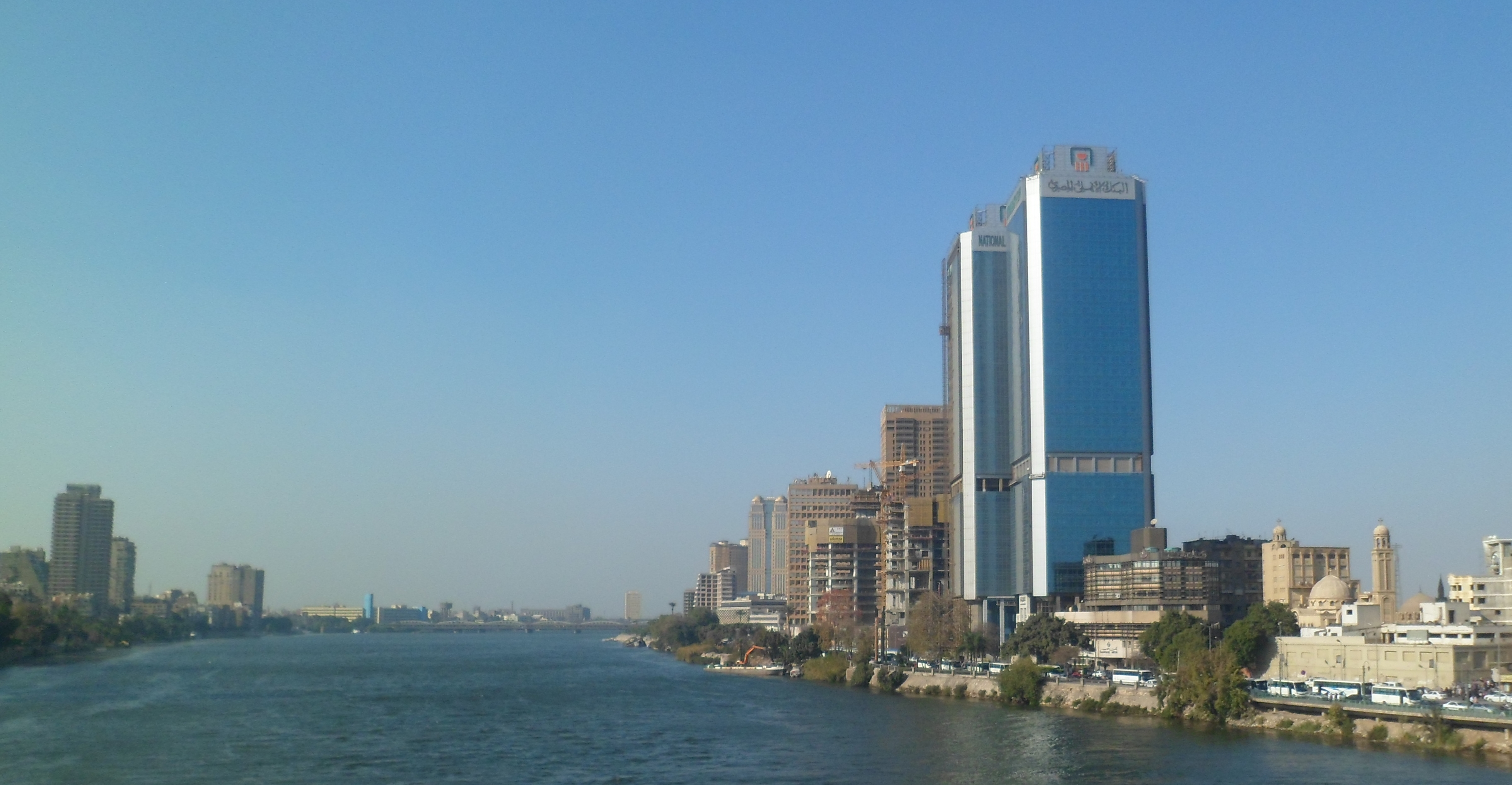
I grattacieli dove ha sede la Banca

La Banca nazionale d'Egitto (in inglese: National Bank of Egypt, acronimo NBE; in arabo البنك الأهلي المصري‎?, Al-Bank al-Ahlī al-Masrī) è la più antica e grande banca dell'Egitto.

## Storia
Nel 1898 Sir Ernest Cassel (50%), i fratelli Ralph Isaac, Joseph e Felix Suares, e loro parenti (25%), e Constantinos Salvagos di Alessandria (25%) fondarono la National Bank of Egypt, benché Cassel rimanesse in Inghilterra. La Banca aprì un ufficio di rappresentanza a Londra.

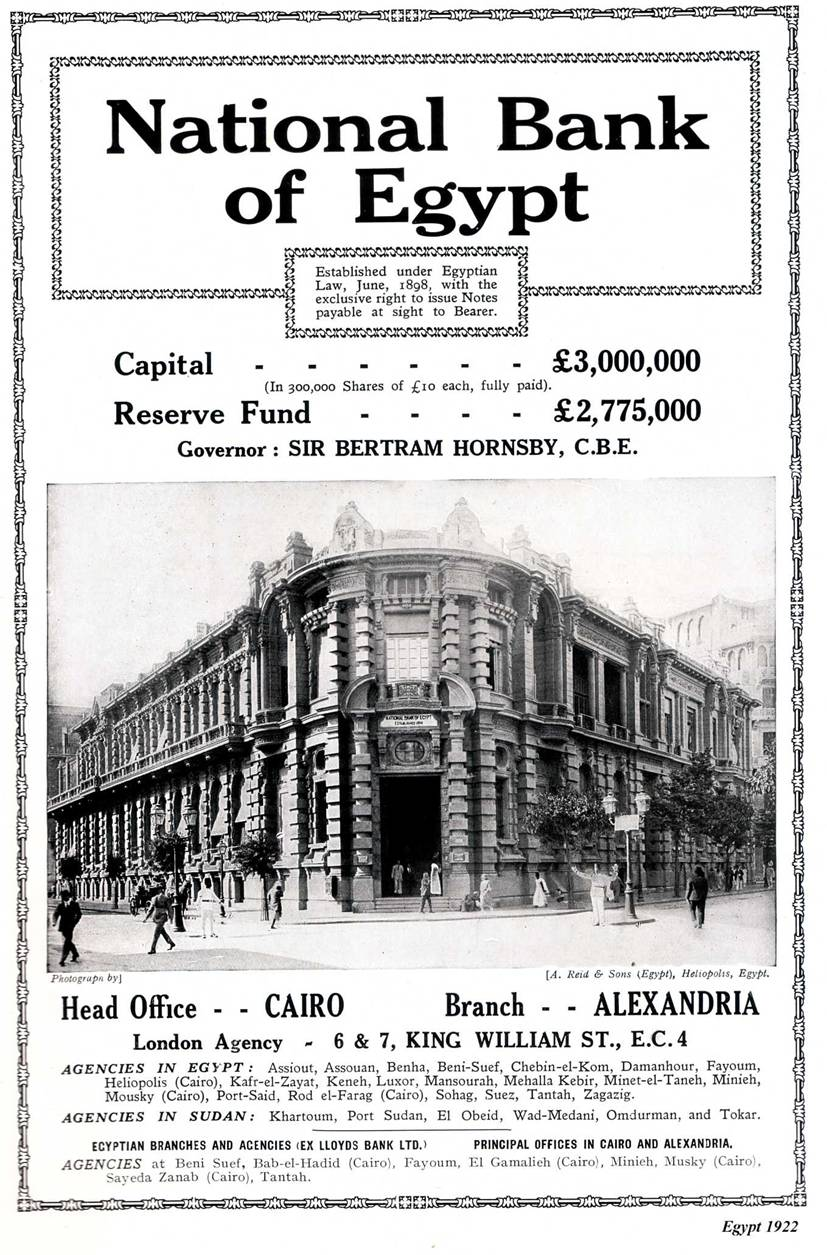
Un vecchio annuncio della Banca

Nel 1901 la Banca aprì un'agenzia a Khartoum. Ottenne una posizione privilegiata come banca di riferimento del Governo e agì come banca centrale ufficiosa. Nel tempo vennero aperte altre agenzie e filiali nel Sudan.
Nel 1906 la NBE fondò la Banca d'Abissinia ad Addis Abeba. La Banca ottenne un monopolio cinquantennale come banco d'emissione e fu incaricata della riscossione fiscale.
Nel 1925 la Lloyds Bank trasferì alla NBE le filiali del Cairo e di Alessandria.
Nel 1931 la Bank of Abyssinia fu liquidata e il Governo etiope fondò la Banca d'Etiopia per sostituirla.
Nel 1940 buona parte dei dipendenti e dei consiglieri d'amministrazione della Banca erano egiziani.
Nel 1951 un decreto reale diede alla banca il ruolo di banca centrale dell'Egitto, ruolo confermato dalla successiva legge bancaria del 1957.
Nel 1959 il governo sudanese nazionalizzò le proprietà della NBE in Sudan, utilizzandole come base per creare la nuova banca centrale del paese, la Central Bank of Sudan.
Nel 1960 il nuovo governo egiziano di Nasser nazionalizzò a sua volta la National Bank of Egypt e fondò una distinta banca centrale, la Banca centrale d'Egitto. L'anno successivo la NBE assorbì anche le posizioni egiziane della Citibank, che doveva lasciare il paese a causa delle nazionalizzazioni.
Nel 1976 la National Bank of Egypt, insieme ad altre diciannove banche arabe e quattro americane, fondò la Arab American Bank come banca d'affari operante a New York.
Nel 1982 la NBE costituì una controllata in Gran Bretagna.
Nel 1987 la NBE aprì un ufficio di rappresentanza in Sudafrica.
Nel 2000 la Banca ha aperto la filiale di New York, che ha rilevato le posizioni della Arab American Bank.
Nel 2006 la NBE ha aperto un ufficio di rappresentanza a Duba e nel 2008 ha promosso l'ufficio di Shanghai a filiale.
Nel 2007 la National Bank of Egypt rappresentava il 23% degli attivi totali del sistema bancario egiziano, il 25% dei depositi complessivi e il 25% dei prestiti e anticipi. La NBE finanziava inoltre circa il 24% del commercio estero egiziano.
La NBE ha una controllata a Londra, la National Bank of Egypt (UK), agenzie a New York e Shanghai, e uffici di rappresentanza a Johannesburg e Dubai.
Secondo il numero del luglio 2007 della rivista The Banker, in termini di attivi totali, la NBE è la 226^ banca nel mondo, la terza nel mondo arabo.
Possiede dal 1951 una squadra di calcio, il National Bank of Egypt Sporting Club.